# Фрич, Карл
Карл Фрич (нем. Karl Fritzsch, 10 июля 1903—1945) — бывший заместитель коменданта Освенцима, член СС (№ 7287) и Национал-социалистической партии Германии (№ 261135).

## Биография
Карл Фрич родился в Богемии в семье каменщика, зарабатывавшего на жизнь строительством печей. В поисках работы его отец очень часто переезжал с места на место, из-за чего Карл так и не смог получить полноценное школьное образование. Несколько лет Фрич-младший служил на судах, курсировавших по Дунаю. В 1928 году он женился, от брака у него родилось трое детей, а в 1942 году он развёлся.
В 1930 году Фрич вступает в НСДАП и в СС, в рядах которой решает сделать карьеру. В 1934 году он поступает на службу в концлагерь Дахау.
В мае 1940 года он становится первым шутцхафтлагерфюрером (заместителем коменданта) Освенцима Рудольфа Хёсса. В Освенциме Фрич быстро приобрёл кошмарную репутацию. Заключённые боялись его едва ли не больше, чем самого Хёсса. Наряду с последним Фрич был ответственен за отбор смертников, обречённых на голодную смерть в бункере в случае побега их товарищей.
Фрич также очень любил использовать психологические пытки. По воспоминаниям выживших узников, перед Рождеством 1940 года он устроил кошмарный сочельник. По его приказу эсэсовцы на площади, где производилась поверка заключённых, установили рождественскую ёлку. Дерево было украшено электрическими огоньками, а под неё было свалено множество трупов замученных узников. Фрич объявил, что эти трупы — его подарок тем, кто пока ещё оставался в живых, и запретил петь польские рождественские песни.
29 июля 1941 года Фрич отобрал 10 узников, которым было суждено умереть от голода из-за побега их товарища. Но одного из них, польского сержанта Францишека Гаёвничека, он пощадил, так как вместо него добровольно вызвался идти на казнь священник-францисканец Максимилиан Кольбе. В итоге Гаёвничек пережил заключение в Освенциме и вышел на свободу в 1945 году, а Максимилиана Кольбе за подвиг самопожертвования причислили к лику святых мучеников.
Именно Фрич предложил испытывать смертельный газ «Циклон Б» на пригодность для массовых убийств. В конце августа 1941 года Рудольф Хёсс уехал в командировку, а в его отсутствие Фрич испытал действие «Циклона Б» на советских военнопленных. Когда Хёсс вернулся, результаты эксперимента ему понравились, и Фрич уже в его присутствии ещё несколько раз испытывал действие газа на людях.
15 января 1942 года Фрича перевели на аналогичную должность в концлагерь Флоссенбюрг. С начала августа по октябрь того же года он временно исполнял обязанности коменданта лагеря.
В октябре 1943 года Фрич был арестован по подозрению в финансовых махинациях. Военный трибунал признал его виновным, разжаловал в рядовые и отправил в штрафбат СС (18-я добровольческая моторизованная дивизия СС «Хорст Вессель»). Дальнейшая его судьба неизвестна. Возможно, он был убит при штурме Берлина. Однако, по некоторым советским источникам, в 1945 году британская разведка MI-6 схватила его в Норвегии.